# Johan Rudman
Johan Rudman, död 4 februari 1727 i Gävle, var en svensk guldsmed.
Johan Rudman var son till guldsmeden Johan Rudolph samt bror till prästen Andreas Rudman och guldsmeden Augustinus Rudman. Senast 1690 tog han namnet Rudman. Han kom 1681 i lära hos Hans Richter i Stockholm, blev gesäll omkring 1685 och mästare 1689 under ämbetet i Uppsala. Hans mästerstycke var en kredens, en ring och två sigill. Bland hans arbeten märks en oblatask för Ovansjö kyrka 1696, en kalk och sockenbudstyg för Gävle trefaldighetskyrka 1700, en oblatask och vinkanna för Byarums kyrka 1708, en oblatask för Rödöns kyrka 1722, en oblatask för Årsunda kyrka 1724, en kalk och en brudkrona för Hamrånge kyrka 1732 (inte av Rudman utan hans verkstad, se nedan), en dryckeskanna på Röhsska museet och en dryckeskanna i Gävle museum.
Hans änka Christina Bollerman, död 1751, fortsatte att driva verkstaden åtminstone fram till 1734.